# Orthocentrus facialis
Orthocentrus facialis là một loài tò vò trong họ Ichneumonidae.